# Ilpo Kauhanen
Ilpo Kauhanen (* 21. Oktober 1973 in Kuopio) ist ein deutsch-finnischer Eishockeytorwart. Zuletzt spielte er in der Deutschen Eishockey Liga für den ERC Ingolstadt.

## Karriere
Bereits in seine Jugendzeit wechselte der 1,77 m große Torhüter nach Nordamerika, wo er sich den Cornwall Royals aus der Profijuniorenliga OHL anschloss. Außerdem spielte er beim Nachfolgeteam Newmarket Royals sowie beim Ligakonkurrenten London Knights. Als sich abzeichnete, dass er im Anschluss an seine Juniorenzeit von keinem Seniorenteam unter Vertrag genommen wurde, kehrte Kauhanen in seine Heimat Finnland zurück, wo er zunächst in der zweiten Liga für Jokipojat Joensuu und dann vier Jahre lang bei Tappara Tampere spielte.
1998 wechselte der Torhüter nach Deutschland in die 2. Bundesliga zum EC Bad Tölz. Nach drei Jahren in Bayern unterschrieb er 2001 einen Vertrag bei den Kassel Huskies aus der DEL. Nach weiteren Gastspielen beim ERC Ingolstadt und den Hannover Scorpions wechselte Kauhanen 2005 zu den Adlern Mannheim. Dort teilte er sich die Aufgabe im Adler-Tor mit Frédéric Chabot. In der Saison 2006/07 bildete er zusammen mit dem deutschen Nationaltorhüter Robert Müller das Torhütergespann bei den Adlern.
Seit 2005 besitzt der gebürtige Finne die deutsche Staatsbürgerschaft und fällt somit nicht mehr unter das Ausländerkontingent. In der Saison 2007/08 wurde Goalie von den Adlern hauptsächlich beim Kooperationspartner Heilbronner Falken in der 2. Bundesliga eingesetzt und unterschrieb schließlich im März 2008 einen Zweijahresvertrag beim EV Duisburg. Ende Januar 2009 wechselte Kauhanen zum Herner EV in die Eishockey-Oberliga, für die er bis zum Ende der Saison 2008/09 aktiv war. Anfang 2010 wurde er vom ERC Ingolstadt als Back-up verpflichtet und kehrte somit zu seiner alten Wirkungsstätte zurück.
Seit Ende April 2010 lebt Ilpo Kauhanen mit seiner Familie wieder in Leppävirta/Finnland.

## DEL-Statistik
| 2003/04 | Hannover Scorpions | DEL | 47 | 2740 | 1558 | 152 | 3,33 | 1406 | 90,2  | 2 | – | – | – | – | – | – | – | – |
| 2004/05 | Hannover Scorpions | DEL | 15 | 826  | 408  | 48  | 3,49 | 360  | 88,2  | 0 | – | – | – | – | – | – | – | – |
| 2005/06 | Adler Mannheim     | DEL | 31 | 1683 | 860  | 46  | 2,71 | 784  | 91,2  | 1 | – | – | – | – | – | – | – | – |
| 2006/07 | Adler Mannheim     | DEL | 13 | 786  | 376  | 36  | 2,75 | 340  | 90,4  | 0 | – | – | – | – | – | – | – | – |
| 2007/08 | Adler Mannheim     | DEL | 3  | 114  | 57   | 7   | 3,65 | 50   | 87,72 | 0 | – | – | – | – | – | – | – | – |
| 2008/09 | EV Duisburg        | DEL | 10 | 503  | 264  | 38  | 4,53 | 226  | 85,6  | 0 | – | – | – | – | – | – | – | – |

(Legende zur Torhüterstatistik: GP oder Sp = Spiele insgesamt; W oder S = Siege; L oder N = Niederlagen; T oder U oder OT = Unentschieden oder Overtime- bzw. Shootout-Niederlage; Min. = Minuten; SOG oder SaT = Schüsse aufs Tor; GA oder GT = Gegentore; SO = Shutouts; GAA oder GTS = Gegentorschnitt; Sv% oder SVS% = Fangquote; EN = Empty Net Goal; 1 Play-downs/Relegation; Kursiv: Statistik nicht vollständig)